# Przemysław Frasunkiewicz
Przemysław Piotr Frasunkiewicz (Danzica, 8 gennaio 1979) è un allenatore di pallacanestro ed ex cestista polacco.

## Carriera
Gioca nella nazionale del suo paese, con cui ha disputato gli europei 2007.
Misura 201 cm di altezza. Ha iniziato la sua carriera nel MKS Gdynia, poi ha giocato nelle seguenti squadre: Sopocie, Szczecinie, Słupsku, Inowrocławiu e nel Włocławku.
Nel 2005 è diventato cestista per l'Energi Czarnych Słupsk, squadra con cui è giunto terzo in campionato, e con cui ha rinnovato il contratto per i due anni successivi, divenendo capitano.

## Palmarès
- FIBA Europe Cup: 1

Włocławek: 2022-2023
- Campionato polacco: 1

Asseco Prokom Gdynia: 2011-2012
- Coppa di Polonia: 1

Prokom Sopot: 2000
- Supercoppa polacca: 1

Prokom Gdynia: 2010